# Groot tragantblauwtje
Het groot tragantblauwtje (Polyommatus escheri) is een vlinder uit de familie Lycaenidae (kleine pages, vuurvlinders en blauwtjes). 

## Kenmerken
De voorvleugellengte bedraagt 17 tot 19 millimeter. 

## Verspreiding en leefgebied
De soort komt voor in Zuid-Europa en Marokko. De vlinder heeft jaarlijks één generatie die vliegt van mei tot in augustus. De soort vliegt op hoogtes tot 2000 meter.

## Waardplanten
De waardplanten van het groot tragantblauwtje zijn Astragalus-soorten en mogelijk esparcette. 

## Leefwijze
De soort overwintert als rups. De rups en de pop worden door mieren bezocht.

## Ondersoorten
- Polyommatus escheri escheri
- Polyommatus escheri ahmar (Le Cerf, 1928)
- Polyommatus escheri balestrei (Fruhstorfer, 1910)
- Polyommatus escheri dalmatica (Speyer, 1882)
  - = Lysandra olympena Verity, 1936
- Polyommatus escheri helenae (Oberthür, 1910)
- Polyommatus escheri parnassica (Brown, 1977)
  - = Agrodiaetus dalmatica Speyer, 1882
- Polyommatus escheri roseonitens (Oberthür, 1910)
- Polyommatus escheri splendens (Stefanelli, 1904)